# Palca
Palca est une localité du département de La Paz en Bolivie. C'est le chef-lieu de la province de Pedro Domingo Murillo, bien que cette province contienne aussi la ville de La Paz, capitale du pays et chef-lieu de son département.
Sa population s'élevait à 1 180 habitants en 2013.